# Michael Heidelberger (Philosoph)
Michael Heidelberger (* 9. August 1947 in Karlsruhe) ist ein deutscher Philosoph und Wissenschaftstheoretiker.

## Werdegang
Von 1966 bis 1973 studierte Heidelberger Philosophie, Mathematik und Wissenschaftstheorie in Heidelberg, Bowling Green (Ohio) und München. Dort schloss er das Studium 1973 mit dem Magister ab, blieb als Doktorand und promovierte 1978 mit der Dissertation Der Wandel der Elektrizitätslehre zu Ohms Zeit. Eine methodengeschichtliche Untersuchung und logische Rekonstruktion. Es folgte die Tätigkeit als Wissenschaftlicher Assistent an mehreren Universitäten sowie die Habilitation in Göttingen mit einer Arbeit über Gustav Theodor Fechner im Jahr 1989. Von 1995 bis 2001 war Heidelberger Professor für Philosophie an der Humboldt-Universität zu Berlin, seit 2001 an der Universität Tübingen. Sein Arbeitsgebiet sind Theorie, Methodik und Philosophie der Naturwissenschaften in geschichtlicher Perspektive. Er hat Schriften von Ernst Mach und Hermann von Helmholtz herausgegeben.

## Publikationen (Auswahl)
- Der Wandel der Elektrizitätslehre zu Ohms Zeit. Eine methodengeschichtliche Untersuchung und logische Rekonstruktion. München 1979.
- mit Sigrun Thiessen: Natur und Erfahrung. Von der mittelalterlichen zur neuzeitlichen Naturwissenschaft. Rowohlt, Reinbek bei Hamburg 1985, ISBN 3-499-17705-6.
- Die innere Seite der Natur. Gustav Theodor Fechners wissenschaftlich-philosophische Weltauffassung. Klostermann, Frankfurt am Main 1993, ISBN 3-465-02590-3.
- Ist der Kausalbegriff abhängig vom Handlungsbegriff? Zur interventionistischen Konzeption der Kausalität? In: Renate Breuninger: Philosophie der Subjektivität und das Subjekt der Philosophie. Festschrift für Klaus Giel zum 70. Geburtstag. Königshausen & Neumann, Würzburg 1997, ISBN 3-8260-1356-5, S. 106–116.
- Die Erweiterung der Wirklichkeit im Experiment. In: Michael Heidelberger: Experimental Essays – Versuche zum Experiment. Nomos Verlag, Baden-Baden 1998, ISBN 3-7890-5367-8, S. 71–92.
- Weltbildveränderungen in der modernen Physik vor dem Ersten Weltkrieg. In: Rüdiger vom Bruch: Wissenschaften und Wissenschaftspolitik. Bestandsaufnahmen zu Formationen, Brüchen und Kontinuitäten im Deutschland des 20. Jahrhunderts. Steiner, Stuttgart 2002, ISBN 3-515-08111-9, S. 84–96.
- Ernst Mach: Die Prinzipien der Wärmelehre, historisch-kritisch entwickelt. (= Ernst-Mach-Studienausgabe. Band 5). Mit einer Einleitung herausgegeben von Michael Heidelberger und Wolfgang Reiter. xenomoi Verlag, 2016, ISBN 978-3-942106-42-9.
- Hermann von Helmholtz: Philosophische und populärwissenschaftliche Schriften. herausgegeben von Michael Heidelberger, Helmut Pulte und Gregor Schiemann. 3 Bände. Felix Meiner Verlag, Hamburg 2017, ISBN 978-3-7873-2896-3.
- Fechner. Translated by Juliane Schicker. In: Charles Dowell Youmans: Mahler in Context. Cambridge University Press, Cambridge 2021, ISBN 978-1-108-42377-9, S. 198–206.